# Tour der französischen Rugby-Union-Nationalmannschaft nach Südafrika 1958
| Tour der Franzosen nach Südafrika 1958 | Tour der Franzosen nach Südafrika 1958 | Tour der Franzosen nach Südafrika 1958 | Tour der Franzosen nach Südafrika 1958 | Tour der Franzosen nach Südafrika 1958 |
| Übersicht                              | S                                      | G                                      | U                                      | N                                      |
| -------------------------------------- | -------------------------------------- | -------------------------------------- | -------------------------------------- | -------------------------------------- |
| Test Matches                           | 02                                     | 1                                      | 1                                      | 0                                      |
| Sonstige Spiele                        | 08                                     | 4                                      | 1                                      | 3                                      |
| Gesamt                                 | 10                                     | 5                                      | 2                                      | 3                                      |
|                                        |                                        |                                        |                                        |                                        |
| Südafrika                              | 2                                      | 1                                      | 1                                      | 0                                      |

Die Tour der französischen Rugby-Union-Nationalmannschaft nach Südafrika 1958 umfasste eine Reihe von Freundschaftsspielen der französischen Rugby-Union-Nationalmannschaft. Sie reiste im Juli und August 1958 durch Südafrika und bestritt während dieser Zeit zehn Spiele. Darunter waren zwei Test Matches gegen die südafrikanische Nationalmannschaft, die trotz der klaren Außenseiterrolle mit einem Sieg und einem Unentschieden endeten. Hinzu kamen acht weitere Spiele gegen regionale Auswahlmannschaften, darunter das Reserve-Nationalteam und das Team von Rhodesien. Hier war die Bilanz mit vier Siegen, einem Unentschieden und drei Niederlagen eher durchzogen.

## Ereignisse
Die Franzosen mussten auf Maurice Prat verzichten, der mit der Organisation der Hundertjahrfeier der Marienerscheinungen in Lourdes beschäftigt war. Verletzungsbedingt fehlten André Boniface, Jacky Bousquet, Pierre Albaladejo, Henri Domec und Amédée Domenech, während Michel Crauste sich um seine erkrankte Ehefrau kümmerte. Zwei weitere Spieler waren in den Algerienkrieg eingezogen worden. Die dortigen Ereignisse hatten einen weiteren Einfluss auf die Nationalmannschaft: In einem Communiqué der französischen Streitkräfte hieß es, dass die «Wehrpflichtigen der Region Centre – André Haget, Jean Dupuy und Jean de Grégorio – nicht mit der französischen Mannschaft an der Tour nach Südafrika teilnehmen werden, da diese nicht den Wert einer nationalen Repräsentation hat». Nach politischen Interventionen nahmen diese Spieler dennoch teil. Tourmanager Serge Saulnier schrieb in einem langen Brief an jeden ausgewählten Spieler: „Es ist das erste Mal, dass die französische Nationalmannschaft in ein ehemaliges britisches Dominion eingeladen wird. Vom Verhalten dieser Mannschaft auf und neben dem Platz werden zweifellos weitere Einladungen und weitere Touren abhängen, von denen Ihre Nachfolger profitieren werden. Ich glaube, dass von Ihrem Verhalten eine Änderung in der Beurteilung Frankreichs durch das südafrikanische Volk abhängen kann. Auf der Konferenz von Ottawa am Ende des letzten Krieges hatte der südafrikanische Vertreter erklärt, dass Frankreich aufgehört habe, eine Großmacht zu sein. Sie werden die Gelegenheit haben zu zeigen, dass Frankreich noch immer eine solche ist.“
Die in diese Auswahl gesetzten Hoffnungen waren nicht sehr groß. Beide Mannschaften waren in den letzten 45 Jahren nur zweimal auf französischem Boden aufeinandergetroffen, wobei die Franzosen jeweils deutlich verloren hatten. Auf dem Programm standen neben zwei Test Matches auch acht Spiele gegen die besten regionalen Auswahlteams des Landes, darunter eine Auswahl der Föderation von Rhodesien und Njassaland, die einen Sieg gegen die neuseeländischen All Blacks vorweisen konnte. In seiner Abschiedsrede sagte Verbandspräsident René Crabos: „Seid sportlich und gut erzogen. Das ist dort alles, was man von euch verlangt. Wenn ihr dann auch noch ein oder zwei Spiele gewinnen könnt, ist das perfekt. Niemand wird es euch übel nehmen, wenn ihr die anderen verliert…“ Am 6. Juli 1958 hob die französische Mannschaft in Le Bourget in einer von den Gastgebern gecharterten Propellermaschine ab. Die Reise nach Südafrika erwies sich als beschwerlich, denn das Flugzeug musste nach dem Ausfall von zwei der vier Triebwerke in Kano (Nigeria) zwischenlanden. Schließlich kamen die Franzosen am 8. Juli in der rhodesischen Hauptstadt Salisbury an. Nur drei Tage nach der Ankunft gewannen die Franzosen überraschend deutlich mit 19:0 Die drei ersten Begegnungen auf südafrikanischem Boden endeten mit einer knappen Niederlage, einem Sieg und einem Unentschieden.
Im ersten Test Match am 26. Juli in Kapstadt gingen die Franzosen nach etwas mehr als einer halben Stunde durch ein Dropgoal von Pierre Danos in Führung. Derselbe Spieler erzielte kurz nach der Pause einen Versuch, den der Schiedsrichter jedoch wegen eines Regelverstoßes annullierte. Butch Lochner gelang es mit einem Versuch die Partie auszugleichen, während Johan Steenekamp seine Erhöhung neben die Pfosten setzte. Kurz vor Spielende versuchte Roger Martine mit einem Dropgoal eine Entscheidung zu erzwingen, doch der Kick ging ebenfalls daneben, worauf das Spiel unentschieden ausging. Die Springboks empfanden das Ergebnis wie eine Niederlage und nahmen im Hinblick auf das zweite Aufeinandertreffen Veränderungen auf neun Positionen vor. Die vier dazwischen liegenden Spiele gegen Auswahlteams führten zu je zwei Siegen und Niederlagen.
Das zweite Test Match fand am 16. August in Johannesburg statt, wobei den Franzosen aufgrund mehrerer Verletzungen nur noch 18 Spieler zur Verfügung standen. Nach einer Viertelstunde gingen sie durch einen von Pierre Lacaze verwerteten Strafstoß in Führung. Zehn Minuten später erzielte Loftie Fourie für die Springboks einen Versuch, gefolgt von einer Erhöhung durch Mickey Gerber, so dass es zur Pause 5:3 für Südafrika stand. In der zweiten Hälfte gelang es den Franzosen, während mehr als zwanzig Minuten alle südafrikanischen Angriffe abzuwehren, ehe Lacaze ein Dropgoal gelang und die Franzosen erneut in Führung brachte. Sieben Minuten vor Schluss war Roger Martine mit einem weiteren Dropgoal erfolgreich. Trotz der letzten Anstrengungen der Springboks konnten die Franzosen den 9:5-Sieg über die Zeit retten. Sie entschieden somit die Test-Match-Serie mit eins zu null Siegen für sich und feierten trotz der klaren Außenseiterrolle den wohl bisher größten Erfolg der französischen Rugbygeschichte.
Neben dem rein sportlichen Aspekt war auch die Apartheid ein Thema. Der Brief, den Tourmanager Serge Saulnier vor dem Beginn der Tour an die Spieler geschrieben hatte, machte sie auch mit der politischen Realität vertraut: „Die Segregation zwischen Weißen und Eingeborenen oder Asiaten ist total. Es ist nicht möglich, einen Schwarzen auf der Straße anzusprechen oder auch nur anzulächeln. Das wird mit Gefängnis ohne Bewährung bestraft. Und der Vorsitzende des South African Rugby Board hat mich gewarnt, dass er in einem solchen Fall absolut nichts tun könne, um den Lauf der südafrikanischen Justiz aufzuhalten.“ In den Stadien äußerte sich diese Segregation in Tribünen, die den Schwarzen vorbehalten waren. Von dieser Richtung erhielten die Franzosen in allen Spielen die größte Unterstützung und die nichtweißen Zuschauer stellten sich in manchen Fällen offen gegen die eigene Mannschaft.

## Spielplan
- Hintergrundfarbe grün = Sieg
- Hintergrundfarbe gelb = Unentschieden
- Hintergrundfarbe rot = Niederlage

(Test Matches sind grau unterlegt; Ergebnisse aus der Sicht Frankreichs)
| #  | Datum           | Gegner                                              | Ort            | Stadion                 | Ergebnis |
| -- | --------------- | --------------------------------------------------- | -------------- | ----------------------- | -------- |
| 01 | 12. Juli 1958   | Rhodesien                                           | Salisbury      | Police Grounds          | 19:0     |
| 02 | 16. Juli 1958   | Northern Transvaal / Western Transvaal              | Pretoria       | Loftus Versfeld Stadium | 18:19    |
| 03 | 19. Juli 1958   | Eastern Transvaal / Sharks / Transvaal              | Springs        | PAM Brink Stadium       | 16:14    |
| 04 | 22. Juli 1958   | Orange Free State / Griqualand West / Südwestafrika | Bloemfontein   | Free State Stadium      | 11:11    |
| 05 | 26. Juli 1958   | Südafrika                                           | Kapstadt       | Newlands Stadium        | 3:3      |
| 06 | 30. Juli 1958   | Western Province / Boland / South Western Districts | Wellington     |                         | 8:38     |
| 07 | 02. August 1958 | Junior Springboks                                   | Port Elizabeth | Crusaders Ground        | 5:9      |
| 08 | 06. August 1958 | Border / Eastern Province / North Eastern Districts | East London    | Border Ground           | 16:9     |
| 09 | 09. August 1958 | South Africa Universities                           | Durban         | Kingsmead Stadium       | 32:16    |
| 10 | 16. August 1958 | Südafrika                                           | Johannesburg   | Ellis Park Stadium      | 9:5      |

## Test Matches
| 26. Juli 1958 | Südafrika         | 3:3           | Frankreich       | Newlands Stadium, Kapstadt Zuschauer: 44.000 Schiedsrichter: Bertie Strasheim (Südafrika) |
| 26. Juli 1958 | Versuche: Lochner | (0:3) Bericht | Dropgoals: Danos | Newlands Stadium, Kapstadt Zuschauer: 44.000 Schiedsrichter: Bertie Strasheim (Südafrika) |

Aufstellungen:
- Südafrika: Johan Claassen , Piet du Toit, Loftie Fourie, Mickey Gerber, Ian Kirkpatrick, Chris Koch, Butch Lochner, Jeremy Nel, Martin Pelser, Jan Prinsloo, Wilfred Rosenberg, Johan Steenekamp, Coenraad Strydom, Albertus van der Merwe, Hugo van Zyl
- Frankreich: Jean Barthe, Jean Carrère, Pierre Danos, Jean-Vincent Dupuy, Arnaud Marquesuzaa, Pierre Lacaze, Roger Martine, Lucien Mias , Bernard Momméjat, François Moncla, Aldo Quaglio, Henri Rancoule, Alfred Roques, Guy Stener, Robert Vigier

| 16. August 1958 | Südafrika                           | 5 : 9         | Frankreich                                    | Ellis Park Stadium, Johannesburg Zuschauer: 50.000 Schiedsrichter: Chris Ackermann (Südafrika) |
| 16. August 1958 | Versuche: Fourie Erhöhungen: Gerber | (5:3) Bericht | Straftritte: Lacaze Dropgoals: Lacaze Martine | Ellis Park Stadium, Johannesburg Zuschauer: 50.000 Schiedsrichter: Chris Ackermann (Südafrika) |

Aufstellungen:
- Südafrika: Dawie Ackermann, Johan Claassen , Piet du Toit, Loftie Fourie, Tommy Gentles, Mickey Gerber, Joe Kaminer, Chris Koch, Abie Malan, Butch Lochner, Jeremy Nel, Jan Pickard, Jan Prinsloo, Louis Schmidt, Alan Skene
- Frankreich: Jean Barthe, Jean Carrère, Pierre Danos, Jean-Vincent Dupuy, Pierre Lacaze, Arnaud Marquesuzaa, Roger Martine, Lucien Mias , Bernard Momméjat, François Moncla, Aldo Quaglio, Henri Rancoule, Alfred Roques, Guy Stener, Robert Vigier

## Kader

### Management
- Tourmanager: Serge Saulnier
- Managerassistent: Marcel Laurent
- Kapitän: Lucien Mias

### Spieler
| Spieler            | Position         | Mannschaft            |
| ------------------ | ---------------- | --------------------- |
| Pierre Danos       | Gedrängehalb     | AS Béziers            |
| Pierre Lacroix     | Gedrängehalb     | Stade Montois         |
| Roger Martine      | Verbinder        | FC Lourdes            |
| André Haget        | Verbinder        | Paris Université Club |
| Louis Casaux       | Innendreiviertel | Stadoceste Tarbais    |
| Arnaud Marquesuzaa | Innendreiviertel | Racing Club de France |
| Guy Stener         | Innendreiviertel | Paris Université Club |
| Jean Dupuy         | Außendreiviertel | Stadoceste Tarbais    |
| Jacques Lepatey    | Außendreiviertel | SC Mazamet            |
| Henri Rancoule     | Außendreiviertel | FC Lourdes            |
| Lucien Rogé        | Außendreiviertel | AS Béziers            |
| Pierre Lacaze      | Schlussmann      | FC Lourdes            |
| Michel Vannier     | Schlussmann      | Racing Club de France |

| Spieler          | Position             | Mannschaft            |
| ---------------- | -------------------- | --------------------- |
| Jean de Grégorio | Hakler               | FC Grenoble           |
| Robert Vigier    | Hakler               | AS Montferrand        |
| Raoul Barrière   | Pfeiler              | AS Béziers            |
| Aldo Quaglio     | Pfeiler              | SC Mazamet            |
| Alfred Roques    | Pfeiler              | Stade Cadurcien       |
| Michel Celaya    | Zweite-Reihe-Stürmer | Biarritz Olympique    |
| Louis Echave     | Zweite-Reihe-Stürmer | SU Agen               |
| Lucien Mias      | Zweite-Reihe-Stürmer | SC Mazamet            |
| Bernard Momméjat | Zweite-Reihe-Stürmer | Stade Cadurcien       |
| Robert Baulon    | Flügelstürmer        | Aviron Bayonnais      |
| Jean Carrère     | Flügelstürmer        | RC Toulon             |
| François Moncla  | Flügelstürmer        | Racing Club de France |
| Jean Barthe      | Nummer Acht          | FC Lourdes            |
| André Frémaux    | Nummer Acht          | Paris Université Club |